# When It's All Said and Done
When It's All Said and Done è un EP del cantante statunitense Giveon, pubblicato nel 2020.

## Tracce
1. When It's All Said and Done – 0:55
2. Still Your Best – 2:57
3. Last Time (featuring Snoh Aalegra) – 3:13
4. Stuck on You – 3:25